# Zespolona sieć

Zespół z czterema jednostkami sąsiedzkimi i strefą mieszanego użytkowania.

Zespolona sieć (sieć = siatka urbanistyczna) (ang. Fused Grid) stanowi syntezę tradycyjnej w XIX-wiecznej Ameryce Północnej metody planowania dzielnicy mieszkaniowej z prostopadłą siatką ulic oraz krzywoliniowego układu zapętlonych ulic i sięgaczy (culs-de-sac) stosowanego we współczesnych przedmieściach. Taką syntezę wspólnych, odziedziczonych tradycji dokonuje się poprzez zastosowanie dwóch praktycznych idei: prostoliniowej, prostopadłej geometrii – kluczowej cechy siatki – oraz wykorzystaniu dwóch rodzajów ulic, zwykle związanych z krzywoliniową geometrią.
Drugą zasadniczą cechą siatki jest jej zdolność do połączeń pomiędzy elementami, podparta przez trzeci, końcowy element "systemu" – łączniki pomiędzy ulicami przeznaczone tylko dla ruchu pieszego, które w tradycyjnych warunkach łączą w sobie wszystkie rodzaje ruchu. Łączniki te są zazwyczaj prowadzone poprzez otwartą przestrzeń znajdującą się w centralnych punktach komórki sąsiedzkiej. Tak więc sąsiedzka sieć ulic jest zróżnicowana: niektóre z ulic są zdominowane siecią ruchu pieszego, inne są zdominowane ruchem kołowym. Kompletny system,wydający się na pierwszy rzut oka dziwny lub niezwykły, składa się wyłącznie ze znanych i powszechnie używanych elementów urbanistycznych.
Celem zespolonej sieci jest zapewnienie równowagi pomiędzy ruchem kołowym i pieszym, tak aby utworzyć bezpieczne i pełne życia ulice równocześnie gwarantujące szybkie połączenie z usługami komunalnymi. Atrybuty te są osiągane przy zachowaniu wskaźników użytkowania
gruntu oraz zalet infrastruktury konwencjonalnych planów przedmieść (ze względu na ich niski koszt infrastruktury), w porównaniu do tradycyjnych sieci ulic. Prostoliniowy, prostopadły i otwarty układ, dominujący w układach miast północno-amerykańskich w wiekach XVII, XVIII i XIX po raz pierwszy wprowadzony został okolu 2000 lat p.n.e. i uzyskał nazwę "hippodamejski" od greckiego urbanisty Hippodamosa (498 p.n.e. – 408 p.n.e.), który użył go w swoich projektach, szczególnie w planie odbudowy Miletu.
Zespolona sieć składa się z sieci dużych otwartych ulic/arterii zbiorczych z prędkościami ruchu kołowego od umiarkowanej do szybkiej. Bloki utworzone przez taką sieć mają zazwyczaj wielkość około 16 ha (400 m na 400 m). W ramach każdego bloku, układ ulic mieszkalnych w formie półkoli oraz sięgaczy eliminuje ruch tranzytowy. Ponadto nieprzerwana i otwarta przestrzeń dla ciągów pieszych zapewnia bezpośredni dostęp do parków, transportu publicznego, handlu detalicznego oraz urządzeń komunalnych. Mieszkańcy mogą przejść pieszo w poprzek bloku w ciągu około pięciu minut.
Najbardziej intensywne elementy użycia gruntu takie jak wysokiej gęstości zabudowa, usługi komunalne i handlowe oraz szkoły, znajdują się w centrum obsługiwanym przez bliźniacze arterie komunikacyjne łączące dzielnicowe punkty docelowe.

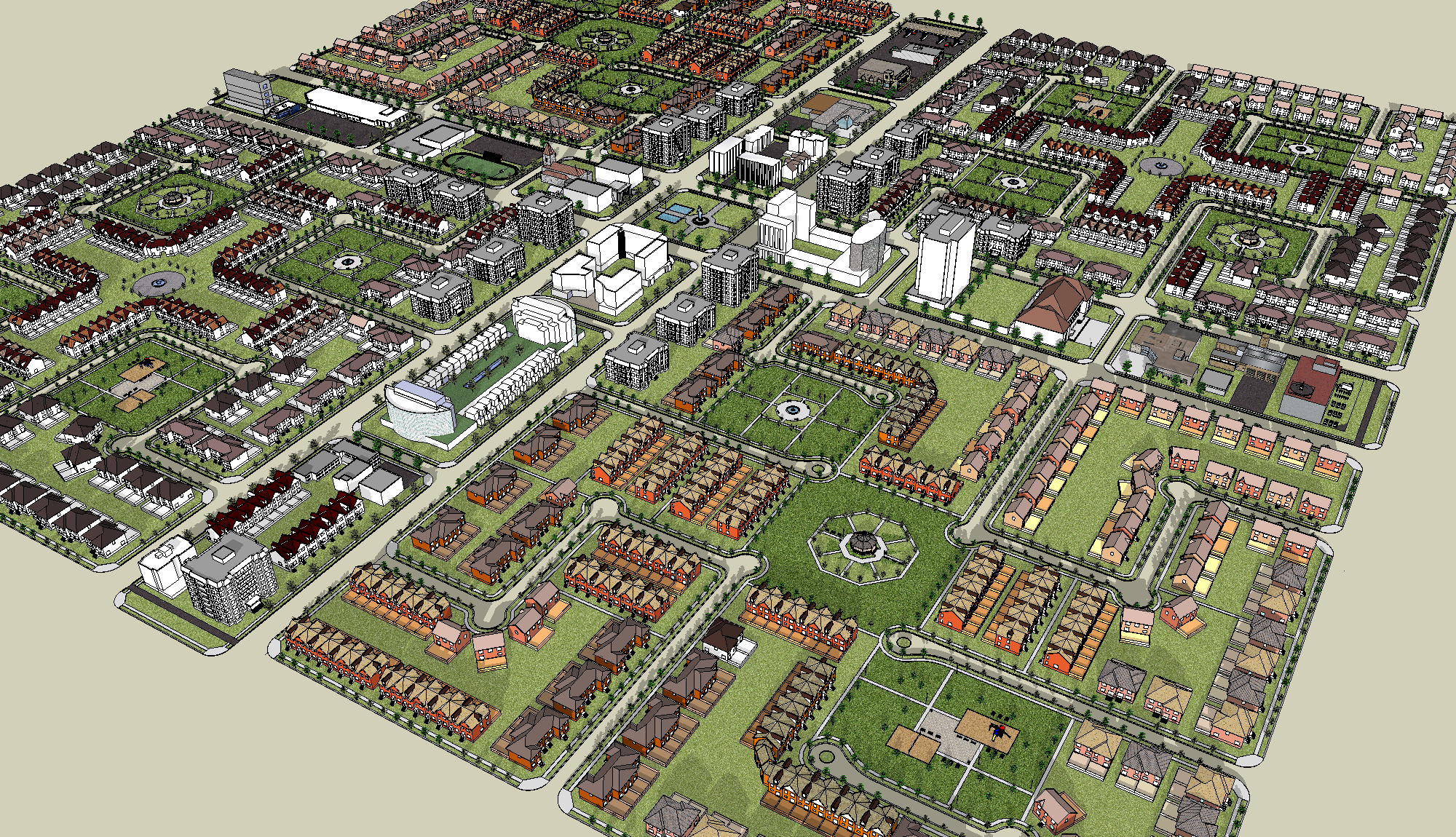
Dzielnica z czterema jednostkami sąsiedzkimi i mieszana strefa użytkowa, wraz z podwójnymi łącznikami

Plan zapewnia wydajny ruch kołowy bez poświęcenia bezpieczeństwa i wygody pieszych. W skali jednostki sąsiedzkiej plan traktuje pieszych preferencyjnie poprzez zaplanowanie ciągów pieszych bardziej prosto i bezpośrednio niż ruchu kołowego. Fakt ten również stwarza nowe możliwości dla tras rowerowych na drogach, które są mniej użytkowane przez samochody i ciągle są na skalę dzielnicy
wyłącznie dla rowerów i pieszych. Te atrybuty sąsiedztwa zostały podjęte i skodyfikowane przez kilku planistów XX wieku, najbardziej rygorystycznie w A Pattern Language Christophera Alexandra: Patterns 49 (zapętlone drogi), 51 (zielone ulice), 52 (sieć dróg i samochodów, 23 (drogi równoległe), 61 (małe place publiczne) i 100 (ulice piesze). Pojawiają się one w każdej ćwiartce konfiguracji zespolonej sieci. Podobnie jest przyjęty rozmiar jednostki Clarence Perry’ego na ok. 64 hektary (4 komórki x 16 hektarów) przyznający około 10% gruntów w jednostce sąsiedzkiej na otwartą i rekreacyjną przestrzeń. W przeciwieństwie do układów historycznych miast, których sieci są raczej jednolite i powtarzające się, sąsiadujące komórki Zespolonej Sieci o wielkości 16 ha mogą przyjąć wiele konfiguracji. Choć różnić się mogą między sobą w dokładnej geometrii, ich konfiguracja zachowuje wszystkie zamierzone cechy Zespolonej Sieci.
Retroaktywne zastosowanie modelu zespolonej sieci można zaobserwować w centrach starych miast europejskich, takich jak Monachium, Essen czy Freiburg oraz w nowszych, obsługiwanych przez kolej miastach lub przedmieściach miast, takich jak Vauban, Freiburg i Hooten w Holandii. W większości przypadków, uznając ograniczenia istniejącej zabudowy, kluczowa cecha Zespolonej Sieci czyli niedostępność centrum dla ruchu, jest oczywista, wraz z pierwszeństwem i połączeniem tylko ciągów pieszych z historycznym systemem ulic. Model zespolonej sieci jest promowany w Kanadzie poprzez Kanadyjską Korporację Hipoteczno-Mieszkaniową (Canada Mortgage and Housing Corporation, CMHC).
Podobna debata miała również miejsce w Europie, a szczególnie w Wielkiej Brytanii, gdzie pojęcie filtrowanej przepuszczalności zostało stworzone w celu opisania miejskich układów, które maksymalizują łatwość poruszania się pieszych i rowerzystów, starając się jednocześnie powstrzymać ruch kołowy.